# Giro dell'Appennino 1975
Il Giro dell'Appennino 1975, trentaseiesima edizione della corsa, si svolse il 3 agosto  1975, su un percorso di 254 km. La vittoria fu appannaggio dell'italiano Fabrizio Fabbri, che completò il percorso in 6h48'09", precedendo i connazionali Walter Riccomi e Mauro Simonetti.
I corridori che partirono da Pontedecimo furono 76, mentre coloro che tagliarono il medesimo traguardo furono 31.

## Ordine d'arrivo (Top 10)
| Pos. | Corridore           | Squadra            | Tempo    |
| ---- | ------------------- | ------------------ | -------- |
| 1    | Fabrizio Fabbri     | Bianchi-Campagnolo | 6h48'09" |
| 2    | Walter Riccomi      | Scic-Colnago       | a 1'42"  |
| 3    | Mauro Simonetti     | Filotex            | s.t.     |
| 4    | Giovanni Battaglin  | Jolly Ceramica     | s.t.     |
| 5    | Giancarlo Bellini   | Brooklyn           | s.t.     |
| 6    | Giuseppe Perletto   | Magniflex          | s.t.     |
| 7    | Giovanni Cavalcanti | Bianchi-Campagnolo | a 2'37"  |
| 8    | Enrico Paolini      | Scic-Colnago       | a 5'24"  |
| 9    | Costantino Conti    | Scic-Colnago       | s.t.     |
| 10   | Marcello Osler      | Brooklyn           | s.t.     |